# Canton de Laval-Sud-Ouest
Le canton de Laval-Sud-Ouest est une ancienne division administrative française située dans le département de la Mayenne et la région Pays de la Loire.

## Représentation

### Conseillers généraux du canton de Laval-Sud-Ouest (1973 à 2015)
Ce canton a été créé en 1973 à partir de l'ancien canton de Laval-Ouest
| Période | Période          | Identité              | Étiquette | Qualité |
| ------- | ---------------- | --------------------- | --------- | --- |
| 1973    | 1985             | Marie-Louise Buron    | PS        | Première adjointe au maire de Laval (1973-1983)                                                                                   |
| 1985    | 1992             | Yves Patoux           | PS        | Fonctionnaire des impôts, maire de Laval (1994-1995)                                                                              |
| 1992    | 1998             | François Zocchetto    | UDF       | Avocat, sénateur (2001-2017), adjoint au maire (1995-2001), conseiller municipal de Laval depuis 1989, maire de Laval depuis 2014 |
| 1998    | 2004             | Hervé Éon             | PS        | Employé, Laval |
| 2004    | 2008 (démission) | Guillaume Garot       | PS        | Cadre administratif, député (2007-2012), maire de Laval (2008-2012)                                                               |
| 2008    | 2015             | Jean-Christophe Boyer | PS        | Adjoint au maire, maire (2012-2014), puis conseiller municipal de Laval (2014-2017)                                               |

Le canton participe à l'élection du député de la première circonscription de la Mayenne.

### Conseillers généraux de l'ancien canton de Laval-Ouest (1833 à 1973)
| Période | Période          | Identité                      | Étiquette                      | Qualité |
| ------- | ---------------- | ----------------------------- | ------------------------------ | --- |
| 1833    | 1839             | Joseph Lelièvre               |                                | Avocat, vice-président du tribunal de première instance de Laval                                                                              |
| 1839    | 1848             | Pierre Quéruau-Lamerie        |                                | Marchand de fer, maire de Laval (1832-1844)                                                                                                   |
| 1848    | 1852             | Léon Dumans de Chalais        |                                | Avocat à Laval |
| 1852    | 1859             | Pierre Quéruau-Lamerie        |                                | Marchand de fer, maire de Laval (1832-1844)                                                                                                   |
| 1859    | 1871 (décès)     | Jules Leclerc d'Osmonville    |                                | Propriétaire de mines de charbon dans la Sarthe et dans la Mayenne, maire de Laval (1844-1847), député au Corps législatif (1853-1870)        |
| 1871    | 1877             | Raphaël Toutain               | Droite                         | Propriétaire, maire de Saint-Berthevin |
| 1877    | 1887 (démission) | Louis Bretonnière (1842-1902) | Républicain                    | Fabricant à Laval, fondateur du Parti républicain en Mayenne, fondateur du journal L'Avenir de la Mayenne                                     |
| 1887    | 1925             | Christian d'Elva              | URD-FR                         | Professeur de législation militaire, propriétaire du château de Changé, député (1889-1906), sénateur (1906-1925), maire de Changé (1884-1925) |
| 1925    | 1931 (décès)     | Louis Duchemin                | Conservateur                   | Industriel à Laval |
| 1931    | 1940             | Maurice Courcelle             | URD                            | Chef de service à l'agence Havas, maire de Saint-Jean-sur-Mayenne                                                                             |
|         |                  |                               |                                | |
| 1945    | 1973             | Francis Le Basser             | RPF puis UNR puis UDR puis DVD | Chirurgien, président du conseil général (1947-1973), maire de Laval (1956-1971), sénateur (1948-1965)                                        |

### Conseillers d'arrondissement de Laval-Ouest (de 1833 à 1940)
| Période | Période | Identité               | Étiquette | Qualité |
| ------- | ------- | ---------------------- | --------- | --- |
| 1910    |         | Émile-Auguste Lemaître |           | Agriculteur, conseiller municipal de Laval                                                                  |
| 1940    |         |                        |           | Les conseils d'arrondissement ont été suspendus par la loi du 12 octobre 1940 et n'ont jamais été réactivés |

## Composition
- Le canton de Laval-Ouest se composait de : Laval-Ouest, Ahuillé, Changé, Saint-Berthevin, Saint-Germain-le-Fouilloux, Saint-Jean-sur-Mayenne.

- Le canton de Laval-Sud-Ouest se composait d’une fraction de la commune de Laval[4]. Il comptait 12 687 habitants (population municipale) au 1er janvier 2012.

| Nom               | Code Insee | Intercommunalité       | Population (dernière pop. légale)               |
| ----------------- | ---------- | ---------------------- | ----------------------------------------------- |
| Laval (chef-lieu) | 53130      | CA Laval Agglomération | Fraction : 12 687(2012) Commune : 50 073 (2014) |

- La portion de Laval incluse dans ce canton était « déterminée par les limites territoriales des communes de Saint-Berthevin, Montigné-le-Brillant, L'Huisserie, ainsi que par l'axe de la rivière la Mayenne de la limite de la commune de L'Huisserie jusqu'à la hauteur de la rue d'Hydouze et l'axe des voies ci-après : rue d'Hydouze, rue d'Avesnières, rue de la Halle-aux-Toiles, place du Gast, rue Vaufleury, rue de Nantes, rue de Clermont, rue du Lavoir-Saint-Martin, rue de Bretagne[5] ».

- À la suite du redécoupage des cantons pour 2015, cette partie de Laval est entièrement rattachée au canton de Laval-1.

### Ancienne commune
La moitié ouest de la commune d'Avesnières (ou Notre-Dame-d'Avenières) et la partie sud de la commune de Grenoux, absorbées en 1863 par Laval, étaient incluses dans le territoire du canton de Laval-Sud-Ouest.

## Démographie
| 1975 | 1982 | 1990   | 1999   | 2006   | 2011   | 2012   |
| ---- | ---- | ------ | ------ | ------ | ------ | ------ |
| -    | -    | 13 152 | 12 668 | 12 590 | 12 583 | 12 687 |